# З'єднувальна зйомка

З'єднувальна зйомка.JPG

Зйо́мка з'є́днувальна, знімання з'єднувальне (орієнтування) (рос. съемка соединительная, англ. instrumental survey; нім. Verbindungsmessung f, Verbindungsaufnahme f) — сукупність кутових та лінійних вимірювань і подальших обчислень, які забезпечують поєднання в єдиній системі координат маркшейдерського знімання, виконуваного на земній поверхні і в підземних гірничих виробках. Проводиться при підземній розробці родовищ корисних копалин з метою складання планів земної поверхні і підземних гірничих виробок в єдиній системі координат. З'єднувальна зйомка включає орієнтування сторін підземної маркшейдерської опорної мережі відносно геодезичної мережі на поверхні; центрування підземної маркшейдерської опорної мережі шляхом визначення координат одного або дек. пунктів в системі, прийнятій на поверхні; передачу висотних відміток з земної поверхні в гірничу виробку на горизонти гірничих робіт.

## Прив'язка до шахтних висків
ПРИВ'ЯЗКА ДО ШАХТНИХ ВИСКІВ — комплекс кутових і лінійних вимірювань, які виконуються при з'єднувальній зйомці для визначення на земній поверхні, і на горизонті гірничих робіт дирекційного кута і координат початкової точки сторони, яка є вихідною для підземних мереж. Найбільш розповсюджений спосіб примикання сполучним трикутником (див. зйомка з'єднувальна, знімання з'єднувальне (орієнтування)).